# Chitra Singh
Chitra Singh (Dutta) es una reconocida cantante india de la música Ghazal. Estuvo casada con Jagjit Singh, un cantante también de la música Ghazal, que falleció el 10 de octubre de 2011. Además junto a su difunto esposo formaron un dúo musical muy popular y que hasta la fecha son considerados pioneros de la música contemporánea gazal.

## Biografía
Chitra Dutta nació en el seno de una familia bengalí. Ella no tenía ninguna formación musical formal, pero tenía fuertes raíces en la música por parte de su familia. Aprendió mucho para escuchar a un profesor de música de su madre. Ella tenía una hija llamada, Monica (de su matrimonio anterior), que se suicidó en 2009, referente al cantante Jagjit y su único hijo de Chitra Vivek, que falleció en un accidente en julio de 1990, Chitra dejó de cantar después de pasar momentos difíciles.

## Carrera
Chitra Singh se reunió con Jagjit Singh en Mumbai (entonces conocida como Bombay), a finales de la década de los años 1960 y comenzaron su carrera musical juntos, interpretando para jingles para diversos cortes publicitarios. Su carrera despegó con el lanzamiento de su primera producción titulada "The Unforgettables", un álbum con varias primicias. Su talento y su música se publicó ante grandes audiencias, en la que revolucionó la música Ghazal. Hasta la fecha, la música ghazal se había limitado por medio de sus actuaciones conocidos como ("mehfils") antes de un público reducido, sobre todo en la elite de la sociedad.
El dúo compuso e interpretó canciones para álbumes con temas musicales cantados en Hindi, Punjabi y bengalíes. Contribuyeron en la música devocional, tras el lanzamiento de sus álbumes que incluían como Krishna, Chirag, Hey Ram y Shabads. Krishna fue uno de sus discos más vendidos.

## Discografía
| - A Milestone (1976) - The Unforgettables (1978) - Gold Disc (1979) - Ae mere dil (1980) - The earliest recordings of Jagjit and Chitra Singh - Live in concert with Jagjit Chitra Singh - Live at Wembley - Live at Royal Albert Hall - The Latest | - Desires - Arth/Saath Saath - Chirag - Live in Trinidad - Main aur Meri Tanhaayee (1981) - The Latest (1982) - Ecstasies (1984) - A Sound Affair (1985) | - Echoes (1985–86, Live Recordings) - Beyond Time (1987) - Someone Somewhere (1990) - H O P E (1991) |